# Ludwig Wrede
Ludwig Wrede (28 ottobre 1894 – 1º gennaio 1965) è stato un pattinatore artistico su ghiaccio austriaco.

## Palmarès

### Individuale maschile
| Internazionali            | Internazionali | Internazionali | Internazionali | Internazionali | Internazionali | Internazionali | Internazionali | Internazionali | Internazionali | Internazionali |
| Evento                    | 1914           | 1922           | 1923           | 1924           | 1925           | 1926           | 1927           | 1928           | 1929           | 1930           |
| ------------------------- | -------------- | -------------- | -------------- | -------------- | -------------- | -------------- | -------------- | -------------- | -------------- | -------------- |
| Giochi olimpici invernali |                |                |                |                |                |                |                | 8°             |                |                |
| Campionati mondiali       |                |                | 5°             | 5°             | 7°             | 6°             | 6°             | 6°             | 3°             | 5°             |
| Campionati europei        | 5°             |                |                | 2°             | 5°             |                |                | 4°             | 3°             |                |
| Nazionali                 |                |                |                |                |                |                |                |                |                |                |
| Campionati austriaci      |                | 3°             | 1°             | 2°             |                |                |                |                | 2°             | 3°             |

### Coppie con Melitta Brunner
| Internazionali            | Internazionali | Internazionali | Internazionali | Internazionali | Internazionali | Internazionali |
| Evento                    | 1922           | 1923           | 1924           | 1928           | 1929           | 1930           |
| ------------------------- | -------------- | -------------- | -------------- | -------------- | -------------- | -------------- |
| Giochi olimpici invernali |                |                |                | 3°             |                |                |
| Campionati mondiali       |                |                |                | 3°             | 2°             | 2°             |
| Nazionali                 |                |                |                |                |                |                |
| Campionati austriaci      | 3°             | 1°             | 2°             |                | 3°             | 1°             |

### Coppie con Herma Szabo
| Internazionali       | Internazionali | Internazionali | Internazionali |
| Evento               | 1925           | 1926           | 1927           |
| -------------------- | -------------- | -------------- | -------------- |
| Campionati mondiali  | 1°             | 3°             | 1°             |
| Nazionali            |                |                |                |
| Campionati austriaci | 1°             | 1°             |                |